# Миколаш, Йозеф
Йозеф Миколаш (чеш. Josef Mikoláš; 23 января 1938, Фридек-Мистек, Первая Чехословацкая республика — 20 марта 2015) — чехословацкий хоккеист, двукратный призёр чемпионатов мира по хоккею с шайбой (1961, 1963).

## Спортивная карьера
В детстве много болел, до пяти лет не мог ходить. Несмотря на это, получил профессию шахтера и начал профессионально заниматься хоккеем.
В 1956—1965 и 1968—1970 гг. — в составе клуба ВЖКГ (Острава), в 1965—1968 гг. — в ВТЖ (Хомутов). Играл на позиции вратаря. В чемпионатах Чехословакии провел около 250 матчей. В 1959 г. был признан лучшим вратарем первенства Чехословакии. Практически всю свою карьеру он выступал без вратарской маски, отличаясь бесстрашным стремлением отразить атаки противника, В результате он потерял восемь зубов и сломал скулу, получил двойной перелом нижней челюсти и 35 раз ему приходилось зашивать травмы. Всего у него на голове было около восьмидесяти швов.
В составе национальной сборной ЧССР провел 29 матчей: серебряный призёр чемпионата мира и чемпион Европы в Швейцарии (1961) и бронзовый призёр — Стокгольм, Швеция (1963), провел 11 матчей.
Спортсмен года в Чехословакии (1961). Был единственным спортсменом, получившим эту награду и индивидуально, и в составе команды.
Завершив спортивную карьеру в 1970 г., работал спортивным журналистом.